# Jessica Watson
Jessica Watson (Gold Coast, 18 de mayo de 1993) es una navegante y autora australiana, conocida por su hazaña de circunnavegar el mundo a la edad de dieciséis años en 2010, convirtiéndose en la persona más joven en realizar dicha travesía sin escalas y sin asistencia.

## Primeros años y preparación
La escritora creció en Buderim, Queensland. Desde joven, mostró un gran interés por la navegación y la aventura. A la edad de trece años, comenzó a planificar su viaje alrededor del mundo, inspirada por otros navegantes.
Antes de embarcarse en su viaje, Watson completó un riguroso programa de entrenamiento en navegación oceánica y seguridad marítima, las cuales la llevaron a adquirir una experiencia en la navegación solitaria y a desarrollar habilidades cruciales para enfrentar los desafíos oceánicos.

## Travesía

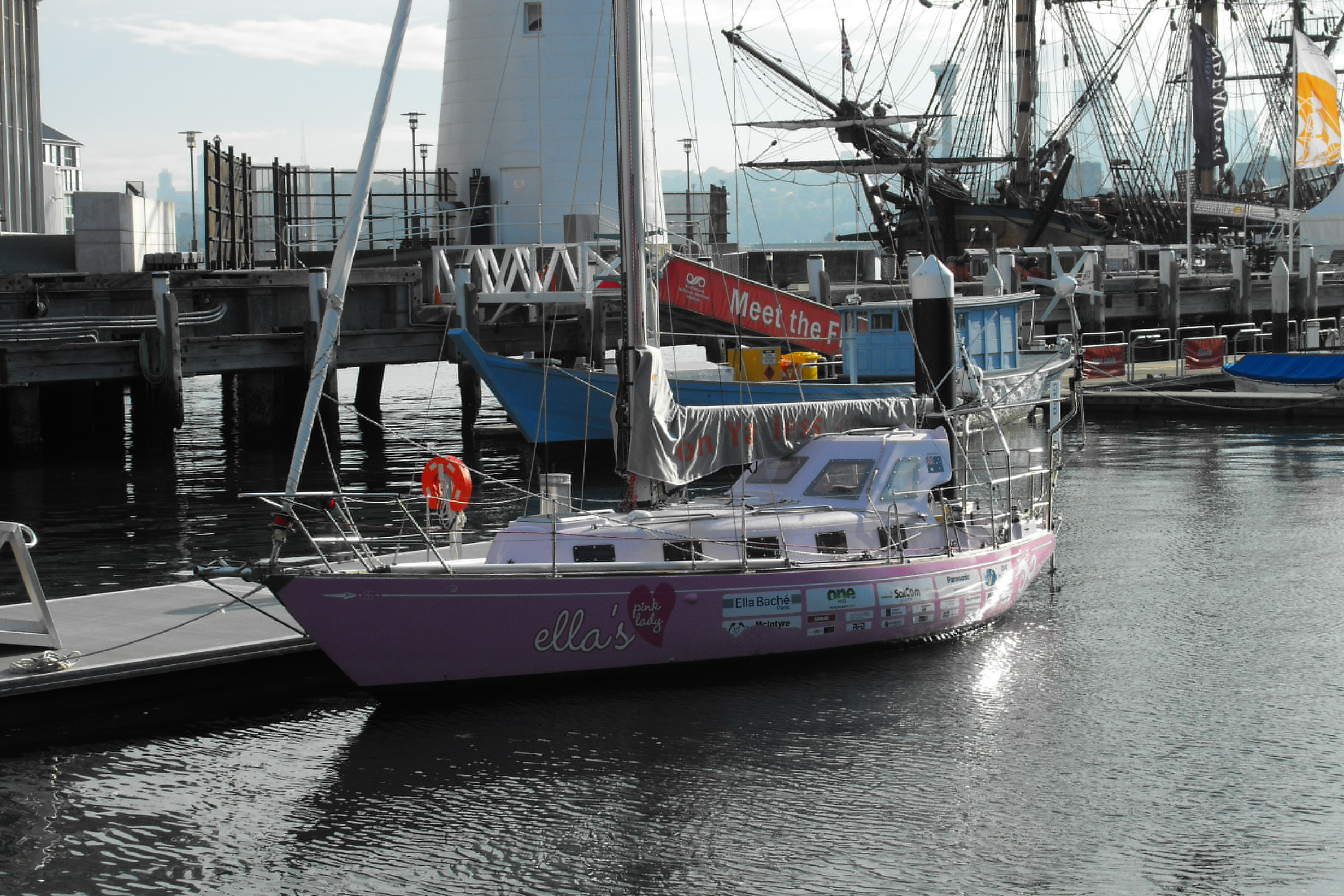
El bote Ella's Pink Lady, utilizado en la travesía.

El 18 de octubre de 2009 zarpó del puerto de Sídney a bordo de su velero rosa llamado «Ella's Pink Lady». Atravesó mares como Cabo de Hornos y el Cabo de Buena Esperanza.
Durante su travesía, la navegante se enfrentó condiciones meteorológicas extremas, momentos de soledad y agotamiento; sin embargo, después de 210 días en el mar, regresó triunfante a Sydney el 15 de mayo de 2010, convirtiéndose en la persona más joven en circunnavegar el globo sin escalas y sin asistencia.

## Reconocimientos
El logro de Watson atrajo la atención mundial, recibiendo elogios de distintas personalidades. En 2011, fue galardonada con el premio Young Australian of the Year en reconocimiento a su travesía.
Fue condecorada con la Medalla de Oro de la Orden de Australia, citándose en sus motivos, el que era un ejemplo para la juventud australiana.
Netflix realizó una película sobre su travesía True Spirit, que fue estrenada el 3 de febrero de 2023.